# Beenakia fricta
Beenakia fricta är en svampart som beskrevs av Maas Geest. 1967. Beenakia fricta ingår i släktet Beenakia och familjen Clavariadelphaceae.   Inga underarter finns listade i Catalogue of Life.